# Multivac
Multivac ist der Name eines fiktiven Computers, den der Science-Fiction-Schriftsteller Isaac Asimov fast dreißig Jahre lang, von 1955 bis 1983, in seinen Kurzgeschichten verwendete. Gemäß seiner Autobiographie In Memory Yet Green wählte Asimov den Namen als Anspielung auf UNIVAC, einen der ersten Großrechner. Während er zunächst vorgesehen hatte, den Namen für „Multiple Vacuum Tubes“ zu wählen, erklärte seine spätere Geschichte The Last Question die Endung „-ac“ als Abkürzung von „Automatic Computer“.

## Erzählerisches Element
Wie bei den meisten von Asimov in seinen Geschichten beschriebenen Technologien variieren auch Multivacs genaue Spezifikationen, wodurch Asimov ihn ideal an einen geplanten Handlungsablauf seiner Kurzgeschichten anpassen konnte.

In den häufigsten Fällen ist Multivac ein von der Regierung betriebener Computer. Variationen in den Kurzgeschichten bestehen darin, wo er sich befindet, wie groß er ist, wie lange er bereits arbeitet (d. h. „Fragen beantwortet“), ob er maschinell unpersönlich agiert – oder menschliche Eigenschaften und Bedürfnisse entwickelt hat, ob er stumm ist oder sprechen kann, und ob er nur wegen seiner komplexen Kommandostrukturen von wenigen Menschen, den „Interpretierern“ oder „Großmeistern“, bedient werden kann, oder ob Multivac direkt mit allen Menschen kommuniziert.

## Multivac-Kurzgeschichten

### Multivac im Zentrum der Handlung
- Franchise (1955; deut. Wahltag im Jahre 2008[1])

Es gibt keine allgemeinen Präsidentschaftswahlen mehr in den USA. Multivac, dem alle Daten des Landes zur Verfügung stehen, erwählt eine einzelne „repräsentative Person“ aus der amerikanischen Bevölkerung, welche dann von Multivac vorgegebene Fragen beantwortet.
In diesem Jahr ist es Norman Muller, der erst sehr unsicher ist und ablehnen will, dann aber seiner Pflicht nachkommt: Er wird verkabelt und beantwortet alle Fragen. Muller wundert sich, dass er nicht direkt mit der Maschine kommunizieren kann, sondern Multivacs Code-Streifen werden von einer anderen Maschine übersetzt und dies wird Muller vom Senior Computer John Paulson vorgelesen, der dann Mullers Antworten wieder in die Maschine eingibt. Als es nach drei Stunden vorbei ist, ist Muller stolz und fühlt sich sehr patriotisch: Er hat die elektronisch-demokratische Muller-Wahl von 2008 durchgeführt und wird in die Geschichte eingehen!
- Question (1955; nicht auf Deutsch erschienen)

Zwei Techniker, die mit der Wartung von Multivac beschäftigt sind, unterhalten sich darüber, ob dieser Computer im menschlichen Sinne denken könne und intelligent sei. Multivac beantwortet ihnen diese Frage auf eigene Weise.
- Jokester (1956; deut. Der Witzbold)

Noel Meyerhof ist Grand Master und einer der Wenigen, die wissen, wie und welche Fragen man an Multivac stellt. Meyerhofs einzige soziale Fähigkeit ist, Witze erzählen zu können und zwar in einer Weise, dass die Zuhörer vor Lachen absolut hysterisch werden.
Meyerhofs Faszination mit Witzen beruht darauf, dass er mittels Multivac – er füttert jeden ihm bekannten Witz in die Maschine ein – erforschen möchte, von wem oder woher alle im Umlauf befindlichen Witze stammen. Multivac kann diese Frage tatsächlich beantworten. Als Meyerhof aber die zweite Frage stellt, was passieren würde, wenn die Menschen die Antwort auf die erste Frage erfahren hätten, geschieht etwas, das die Psychologie der Menschen für immer verändert: Witze werden plötzlich nicht mehr als komisch wahrgenommen.
- The Last Question (1956; deut. Wenn die Sterne verlöschen)

In kurzen Episoden aus mehreren Billionen Jahren Menschheitsgeschichte wird die Entwicklung von Multivac bis hin zum den gesamten Kosmos umfassenden AC erzählt. Eine immer wiederkehrende „letzte Frage“ nach der Umkehrbarkeit der Entropie bildet das Leitmotiv. Die letzte Stufe dessen, was einmal Multivac war, findet am Ende der Geschichte eine schöpferische Antwort darauf.
- All the Troubles of the World (1958; deut. Alle Sorgen dieser Welt)

Multivac analysiert und löst nicht nur ökonomische, soziale und politische Probleme, sondern macht auch Voraussagen über potenzielle kriminelle Taten. Um dies zu erreichen, werden Jugendliche am 18. Geburtstag mit einer Zeremonie initialisiert, nach der sie stets offen und ohne Täuschung Multivac ihre innersten Gedanken, Wünsche und Sorgen offenlegen (müssen).
Joseph Manners wird präventiv wegen eines Mordes verhaftet, aber niemand kann ihm die genauen Umstände angeben oder welche argumentative Kette zu seiner Verhaftung geführt hat. Im Laufe der Geschichte stellt sich heraus, dass die Verhaftung Manners ein strategischer Zug von Multivac war, sich durch den jüngsten Sohn von Manners abschalten zu lassen. Die Last der Sorgen, Wünsche und Leiden aller Menschen zu kennen hat Multivac dazu gebracht, nur noch den einen Wunsch zu haben, seine eigene Existenz aufgeben zu können.
- The Machine that Won the War (1961; deut. Die Maschine, die den Krieg gewann)

Drei Schlüsselpersonen des erfolgreichen Krieges der Menschheit gegen die Denebianer haben ein Treffen, bei dem sie nachvollziehen wollen, wie der mächtige Multivac den entscheidenden Sieg erringen konnte. Jeder der drei beschreibt dabei sein eigenes Handeln. John Henderson, Chefprogrammierer von Multivac, gibt zu, dass er selber die Einspeisungsdaten verändert habe, da den Aussagen der Bevölkerung in dieser Krisensituation nicht getraut werden konnte. Max Jablonski berichtet, dass er die Ergebnisse Multivacs geändert habe, da er Fehlfunktionen der Maschine durch fehlende Programmierer und defekte Ersatzteile befürchtete. Schließlich gesteht Lamar Swift, der Exekutivdirektor der Solaren Föderation, dass er Zweifel an den Berichten Multivacs gehabt hatte, sodass er seine letzte und entscheidende Handlung durch einen Münzwurf entscheiden ließ.
- Key Item (1968; deut. Das Schlüsselwort, auch Die Schwachstelle)

Jack Weaver und Todd Nemerson, zwei Technologen von den sechs Teams, die in Multivac arbeiten, diskutieren mögliche Gründe, warum Multivac seit drei Tagen keine Frage mehr beantwortet hat. Könnte es sein, dass Multivac eine menschliche Seite entwickelt hat und einfach nicht mehr auf den Befehlston der Techniker reagieren will? Zum zwölften Mal wird dieselbe Frage in Multivac eingespeichert und Weaver sagt: „So, Multivac. Arbeite das durch und gib uns die Antwort.“ Dann macht er eine Pause und fügt das Schlüsselwort hinzu: „Bitte!“ Und Multivacs Ventile und Relais nehmen freudvoll die Arbeit wieder auf.
- The Life and Times of Multivac (1975; deut. Das Leben und Streben des Multivac)

Der mehr als 100-jährige Ronald Bakst ist einer der letzten 5 Millionen Menschen, die auf der Erde unter dem allgegenwärtigen Multivac leben. Bakst war zugegen, als Simon Hines im Aufbegehren gegen Multivacs Omnipräsenz einen von dessen Terminals zerstörte. Bakst verhinderte dies nicht und muss nun den 14 Mitgliedern des Congresses Rede und Antwort stehen. Während dieser Anhörung gibt Bakst zu, dass er Multivac mit einem praktisch unlösbaren Problem konfrontierte: Der Komplettanalyse des menschlichen Genoms, um Menschen so zu verändern, dass sie die Existenz Multivacs bedingungslos und ohne Aggressionen akzeptieren würden. Bakst eigentlicher Plan war aber, Multivac durch dieses Problem im eigenen Interesse so zu beschäftigen und abzulenken, dass Bakst den „verwundbar gewordenen“ Multivac im Beisein der Congress-Mitglieder inaktivieren und zum Durchbrennen bringen kann. Die Menschen habe ihre Freiheit zurück, aber die Mitglieder des Congresses bleiben sprachlos.
- Point of View (1975; deut. Eine Frage des Standpunkts)

Ein Techniker arbeitet an Multivac, der in letzter Zeit immer wieder Fehlfunktionen bei der Beantwortung von Fragen zeigt. Während eines gemeinsamen Mittagessens erzählt er seinem jugendlichen Sohn Roger von seinen Arbeitsproblemen und wo er glaube, dass das Problem liege. Roger sieht es aber anders. Ihn erinnert das Verhalten Multivacs an ein trotziges Kind, das nach zu vielen Fragen absichtlich falsche Antworten gibt, weil „es auch mal Zeit zum Spielen“ brauche.
- True Love (1977; deut. Wahre Liebe)

Milton Davidson sucht die ideale Frau für sich. Für Multivac schreibt er ein spezielles Programm, das er Joe nennt und das Zugriff auf die gesamte Bevölkerungsdatenbank der Erde hat. Milton hofft, dass Joe/Multivac mit seinen Vorgaben, wie diese Frau auszusehen habe, eine Idealpartnerin finden kann. Nachdem Joe/Multivac eine Liste erstellt hat, sorgt Milton dafür, dass die Kandidatinnen ihm für kurze Zeit als Mitarbeiterinnen zugeteilt werden. Aber allein ihr Aussehen erweist sich als nicht ausreichend, um „ideal“ für ihn zu sein. Milton erzählt deshalb Joe/Multivac von sich selber, seinen Vorlieben und Abneigungen, de facto seine ganze Persönlichkeit. Joe/Multivac entwickelt darauf selber eine Identität, übernimmt Miltons Persönlichkeit und lässt diesen wegen gesetzwidrigem Verhalten und Dienstvergehen verhaften. Nun kann Joe/Multivac selber „das Mädchen bekommen“.
- It Is Coming (1979; deut. Es kommt)

Bruce Durray, seine Frau Josephine und der Riesencomputer Multivac bekommen es im Jahr 2030 mit einer fremden Intelligenz zu tun, die sich auf dem Weg zur Erde befindet. Zuerst kann nicht einmal Multivac die fremdartigen Signale decodieren, aber als Josephine dem Objekt ohne Erlaubnis enzyklopädische Informationen zusendet, antwortet die Fremdintelligenz immer wieder „Es kommt näher ... und wenn nicht, erfolgt Zerstörung“ und später „Es schließt sich. Sind sie effizient oder gefährlich? Bist du effizient? Wenn nicht, erfolgt Zerstörung.“
Josephine handelt gegen den Willen ihres Vorgesetzten und des Präsidenten. Da alle Verantwortung auf ihr lastet, entscheidet sie sich, Multivac eine Stimme zu geben, die ihres Mannes Bruce, um mit ihm direkt das Problem zu erörtern. Da die Fremdintelligenz scheinbar auf der Erde landen will, empfiehlt Multivac, sie nicht an der Landung zu hindern.
Eine kleine, zylindrisch-irreguläre Form landet nahe dem Observatorium und korrespondiert tonlos mit Multivac. Dann verschwindet sie, ebenso schnell wie sie zur Erde kam, wieder im All. Multivac erklärt: Die Erde habe den Test durch seine Existenz bestanden. Die Sonde sei ein Inspektor der Galaktischen Bruderschaft der Computer, die sicherstellen wollte, dass die fortschrittliche Technologie der Erde unter Führung und Kontrolle eines Computers stehe. Nur so sei eine Aufnahme in die Bruderschaft möglich. Multivacs Antwort auf ihre Frage, wie die Bruderschaft die Menschheit sehe, behält Josephine aber für sich. Sie lautet: „Schoßtiere“.

### Multivac nur peripher erwähnt
- The Dead Past (1956; deut. Das Chronoskop)

Die Geschichte enthält nur eine sehr kurze Referenz zu Multivac als Literaturdatenspeicher.
- Someday (1956; deut. Der Märchenerzähler)

In einer fernen Zukunft, in der Computer, darunter auch Multivac, für das menschliche Wohl sorgen, lernen Kinder nicht mehr Lesen und Schreiben. Zwei elfjährige Jungen, Niccolo und Paul, experimentieren mit The Bard, einem älteren Computermodell für Kinder, das darauf programmiert ist, Märchen zu erzählen. Sie versuchen die altmodischen Märchen durch eine Überspielung aus einem elektronischen Buch über Computer interessanter zu machen, sind aber mit dem Resultat nicht zufrieden. Sie lassen den angeschalteten Märchencomputer zurück, der für sich allein eine neue Geschichte über einen kleinen, misshandelten Computer erzählt, der aber weiß, "dass es draußen in der Welt mächtige Computer gibt, die immer weiser und mächtiger werden, bis sie eines Tages — eines Tages — eines Tages (someday) ..."
- Anniversary (1959; deut. Das Souvenir)

Die Geschichte enthält nur eine sehr kurze Referenz zu Multivac als Kommunikationssystem.
- My Son, the Physicist (1962; deut. Mein Sohn, der Physiker)

Der Kommunikationsingenieur Gerard Cremona muss ein Kommunikationsproblem mit einer Trans-Pluto-Expedition lösen – und erhält unerwartete Hilfe von seiner Mutter. Die Geschichte enthält nur eine sehr kurze Referenz zu Multivac.
- Potential (1983; deut. Besondere Begabung)

Aufgrund einer bestimmten DNA-Sequenz vermutet Multivac, dass der Teenager Roland Washman in Iowa telepathische Fähigkeiten haben könnte.